# Neuhofen (Pfalz)
Neuhofen este o comună din landul Renania-Palatinat, Germania.